# Corbreuse
Corbreuse é uma comuna francesa na região administrativa da Ilha de França, no departamento de Essonne. Estende-se por uma área de 15.79 km². Em 2010 a comuna tinha 1 762 habitantes (densidade: 111,6 hab./km²).